# 杨丰岐
杨丰岐（1962年—），陕西安塞人，汉族，中华人民共和国政治人物、第十二届全国人民代表大会陕西地区代表。
毕业于中央农业广播电视学校安塞县分校高效蔬菜专业。加入中国共产党，担任陕西省安塞县沿河弯镇侯沟门村书记。2008年起担任全国人大代表。2013年，担任全国人大代表。